# Charles Woodruff
Charles Sherman Woodruff (C. S. Woodruff; * 15. August 1844 in Cincinnati, Ohio; † 6. September 1927 ebenda) war ein US-amerikanischer Bogenschütze.
Woodruff, gewann bei den Olympischen Spielen 1904 in St. Louis mit der Mannschaft, den Cincinnati Archers, im inneramerikanischen Duell mit den Potomac Archers in der Team American Round die Silbermedaille. In den Einzelwettbewerben wurde er Vierter (Double American Round) bzw. Achter (Double York Round).
Seinen einzigen nationalen Titel erlangte Woodruff 1901; er war mit der Teilnehmerin im Frauenwettbewerb, Emily Woodruff, verheiratet.